# Медаль «За взаимодействие» (СВР)
Медаль «За взаимоде́йствие» — ведомственная медаль Службы внешней разведки Российской Федерации, учреждённая приказом СВР России в ноябре 2004 года.

## Правила награждения
Согласно Положению медалью «За взаимодействие» награждаются лица, оказавшие существенное содействие Службе внешней разведки РФ в выполнении возложенных на неё задач.

## Описание медали
Медаль представляет собой десятилучевую орденскую звезду, составленную из двух звёзд эмблемы СВР России: верхней — белого металла и нижней — жёлтого металла, сдвинутой по оси на 36 градусов. В центре звезды выпуклое, жёлтого металла изображение континентов на синем фоне морей и океанов, с нанесёнными схематическими параллелями и меридианами. Вне сетки меридианов по тёмно-красному кругу — золотая надпись девиза: «Отечество Доблесть Честь». В нижней части между литерами — три разделительные звёздочки жёлтого металла. На реверсе, на матовой плоскости нижней звезды — по кругу надпись «За взаимодействие», внизу горизонтально, в две строки — надпись «СВР России». Размер звезды — 38 мм между остриями лучей по диагонали.
Верхний луч звезды посредством ушка и кольца крепится к пятиугольной колодке, обтянутой шёлковой муаровой лентой шириной 24 мм. Левая сторона ленты — традиционная для наградной системы СВР России, а именно жёлтая-васильковая-жёлтая, ширина полосок — соответственно 1-10-1 мм. Правая часть: белая-васильковая-жёлтая-красная-жёлтая-васильковая-белая в соотношении 1-2-1-4-1-2-1 мм.